# 香山哲 (実業家)
香山 哲（かやま てつ、1960年6月20日 - ）は、日本の実業家。1990年代から2000年代にかけてコンピュータゲーム産業の経営者として活動した。2021年現在はコムウェアの代表取締役社長を務めている。

## 来歴
京都大学を卒業後、1985年4月にリクルートに入社、広告事業本部企画室企画課に配属。新規事業開発室兼次世代事業開発グループのエグゼクティブマネージャーを経験する。
1996年6月、リクルートと任天堂の合弁会社である株式会社マリーガル・マネジメントを設立し、取締役社長に就任。1997年4月、メディアファクトリーの取締役に就任。任天堂のゲーム機向けソフトの企画を行う「シーリオスタジオ」をメディアファクトリーの関連会社として設立し、代表に就任。
メディアファクトリーから発売されたゲームボーイカラー用ソフト『サクラ大戦GB 檄・花組入隊!』の開発販売プロジェクトを立ち上げた。サクラ大戦シリーズの『サクラ大戦4 〜恋せよ乙女〜』では、制作総指揮を担当していた。
1998年、ファクトリーオルモック取締役就任、エクスタシージャパン取締役就任、CCR取締役就任。1999年7月、メディアファクトリーの常務取締役に就任。
2000年11月1日付でセガの特別顧問に就任し、家庭用ゲーム機ハード事業（ドリームキャスト）からの撤退と他社家庭用ゲーム機プラットフォームへのソフト供給を開始する経営再建策「構造改革プラン」を立案、発表する。2001年2月よりセガの共同最高執行責任者（CO-COO）、6月からは代表取締役最高執行責任者（COO）となる。社長にも内定していたが、マリーガルマネジメント時代に任天堂に不義理を働いており、任天堂に睨まれていることが発覚し、ソフトメーカーになっていたセガの社長に相応しくないとの理由で社長就任は見送られた。2001年、トムス・エンタテインメント取締役就任、セガトイズ取締役就任。
2003年6月に肩書きのない取締役となり、1年後の2004年6月に退任した。
セガ取締役退任後はゲーム業界を離れ、複数の企業で経営幹部を務めている。
2005年、カザアナ取締役就任、ディースリー・パブリッシャー取締役就任。2010年、プライム取締役就任。2011年、円谷プロダクション取締役就任。

## 関与した作品
- ピカピカまっさいチュウ - プロデューサー
- ロケット団よ永遠に - プロデューサー
- サクラ大戦GB 檄・花組入隊! - エグゼクティブプロデューサー
- サクラ大戦GB2 サンダーボルト作戦 - 総合指揮
- ピカチュウげんきでちゅう - マネジメント
- カスタムロボ - マネジメント
- カスタムロボV2 - マネジメント
- 巨人のドシン - マネジメント
- DT Lords of Genomes
- サクラ大戦4 〜恋せよ乙女〜 - 制作総指揮
- サクラ大戦 活動写真 - 製作
- 機動戦士ガンダム 連邦vs.ジオン
- スパイ・ゾルゲ - 製作
- Jam Films 2 - 制作指揮